# Jean-Évangéliste Zaepfell

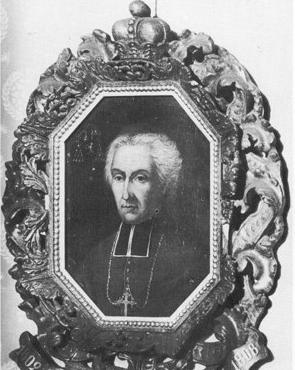
Jean-Evangéliste Zaepfell, bisschop van Luik.

Jean-Evangéliste Zaepfell (Dambach, 3 december 1735 - Luik, 17 oktober 1808) was de eerste bisschop van Luik na het ondertekenen van het Concordaat van 1801.

## Levensloop
Van jongs af bereidde Zaepfell zich voor op het priesterschap.
Na zijn priesterwijding in 1762 werd hij tot kanunnik benoemd in de collegiale kerk van Sint-Pieter-de-Jonge in Straatsburg. In 1763 werd hij kanunnik in de kerk van Notre-Dame-de-la-Nativité in Saverne. In 1765 werd hij kanunnik van de collegiale van Sint-Pieter-de-Oude in Straatsburg.
In 1789 zou hij tot bisschop benoemd zijn van het bisdom Straatsburg, maar dit werd verhinderd door de Franse Revolutie. Hij emigreerde naar Sasbach in Baden.
Hij keerde naar Frankrijk terug na de wettelijk goedkeuring op 5 april 1802 van het concordaat dat op 15 juli 1801 in Parijs ondertekend en op 15 augustus 1801 door de paus goedgekeurd werd.

## Bisschop
Zaepffel werd praktisch onmiddellijk, op 30 april 1802, tot bisschop van Luik benoemd, wat hij ongetwijfeld te danken had aan het feit dat hij de grootoom was van de bonapartistische generaal Henri Jacques Guillaume Clarke.
Hij werd op 7 juni 1802 tot bisschop gewijd door Jean-Armand de Roquelaure, voormalig bisschop van Senlis en benoemd tot aartsbisschop van Mechelen. De ceremonie ging door in de kapel van Onze-Lieve-Vrouw van de Carmel in Parijs.
Op 19 augustus 1802 kwam hij aan in Luik en op 22 augustus werd hij geïnstalleerd als bisschop. Hij zette zich onmiddellijk aan het werk om zijn groot bisdom te reorganiseren. Als eerste beslissing bevestigde hij vicaris-generaal de Rougrave in zijn functie. Rougrave oefende die al uit sinds 1772 onder prinsbisschop Franciscus Karel van Velbrück en was ze blijven uitoefenen gedurende de revolutiejaren.
Hij bracht vervolgens bezoeken aan Maastricht en Tongeren. Teruggekeerd in Luik, bezocht hij de verschillende liefdadige instellingen en werd tot lid benoemd van de openbare besturen die ze beheerden.
Hij herstelde de parochies en begon ze te bezoeken en het vormsel toe te dienen. Als zijn kathedraal verkoos hij de collegiale kerk van Sint-Paulus, aangezien de Sint-Lambertuskathedraal vernield was. De Sint-Pauluskerk, gebruikt als stapelplaats en beenhouwerij, bevond zich in een deerlijke staat en de restauratie en stoffering van de nieuwe kathedraal vereiste jarenlange inspanningen.

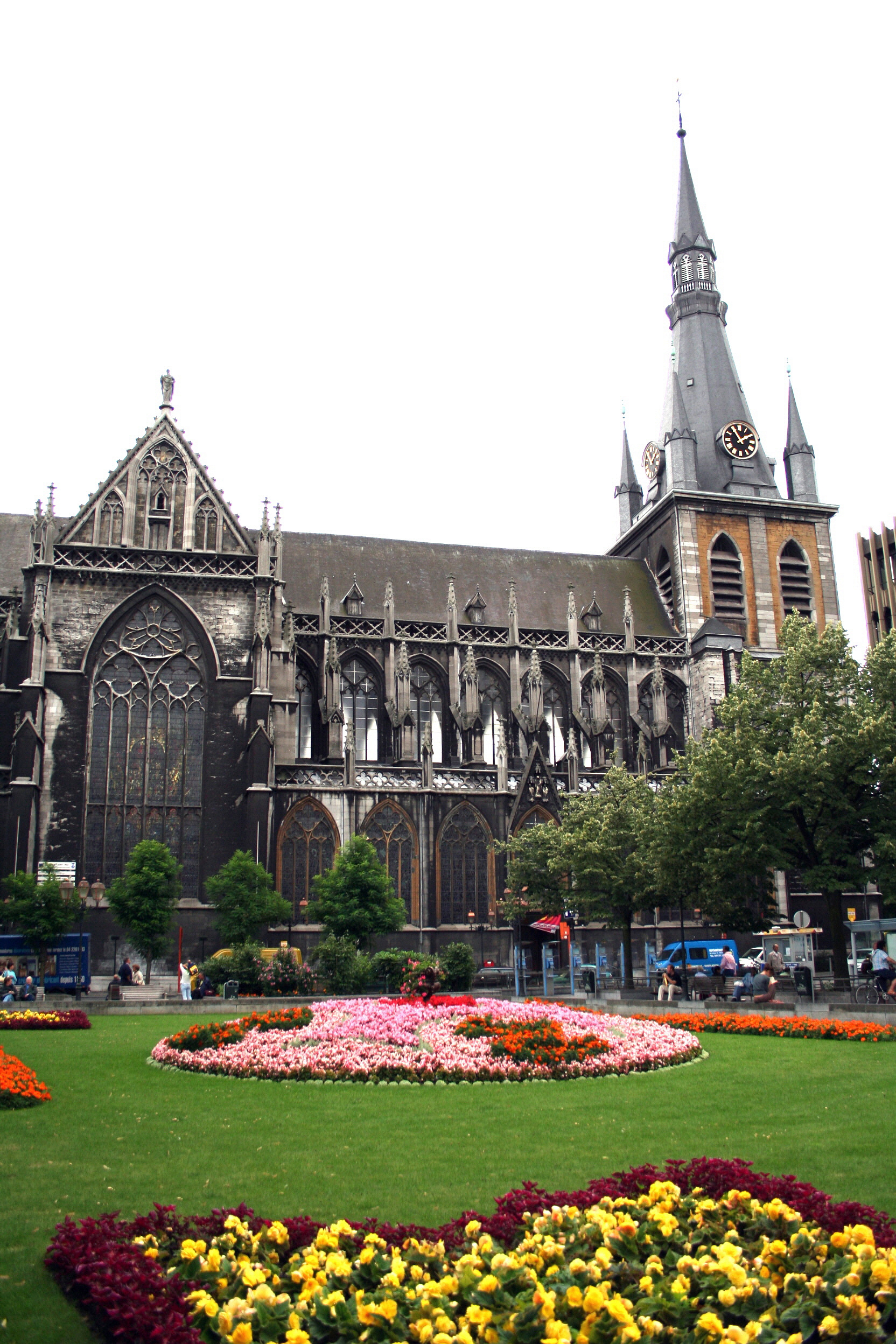
De kathedraal Sint-Paulus in Luik

Zaepfell spande zich in om de kerkschat van de Sint-Lambertuskathedraal, die zich te Hamburg bevond en waarop de Fransen beslag hadden laten leggen, terug naar Luik te halen. Na moeizame onderhandelingen lukte het in 1803 om de reliekbuste van Sint-Lambertus, de reliekhouder van Karel de Stoute en andere Luikse relikwieën en kunstschatten terug te brengen.
In 1804 werd het bisschoppelijk seminarie heropgericht.
Toen in 1807 meer dan 350 huizen en gebouwen in Spa door brand werden geteisterd, organiseerde Zaepffel collectes ten gunste van de slachtoffers.
Kort voor zijn dood werd hij benoemd tot baron d'empire.